# Žurkovo
 Žurkovo   (olaszul:  Zurcovo) falu Horvátországban, Tengermellék-Hegyvidék megyében. Közigazgatásilag Kostrenához tartozik.

## Fekvése
Fiume központjától 4 km-re délkeletre a Tengermelléken, közvetlenül a tengerparton, Vele Kave és Perilo strandja között fekszik. Tengerparti elhelyezkedése, szép strandja és hosszú sétányai, színvonalas vendéglátóhelyei, a sportolási lehetőségek és Fiuméhez való közelsége a fiumeiek közkedvelt pihenő és fürdőhelyévé teszik. A kis  žurkovói öböl külső részén található a „Galeb“, az Észak-Adria legnagyobb és leghíresebb vitorlásklubja és vele szemben egy teniszpályákból álló sportkomplexum. Kissé odébb található a búvárklub, majd a vizilabdaklub és néhány kisebb sport- és rekreációs létesítmény, mint például a bocsapálya.

## Lakosság
| Lakosság változása | Lakosság változása | Lakosság változása | Lakosság változása | Lakosság változása | Lakosság változása | Lakosság változása | Lakosság változása | Lakosság változása | Lakosság változása | Lakosság változása | Lakosság változása | Lakosság változása | Lakosság változása | Lakosság változása | Lakosság változása |
| ------------------ | ------------------ | ------------------ | ------------------ | ------------------ | ------------------ | ------------------ | ------------------ | ------------------ | ------------------ | ------------------ | ------------------ | ------------------ | ------------------ | ------------------ | ------------------ |
| 1857               | 1869               | 1880               | 1890               | 1900               | 1910               | 1921               | 1931               | 1948               | 1953               | 1961               | 1971               | 1981               | 1991               | 2001               | 2011               |
| 18                 | 0                  | 0                  | 0                  | 0                  | 0                  | 0                  | 0                  | 24                 | 24                 | 32                 | 17                 | 0                  | 0                  | 14                 | 0                  |

## Nevezetességei
Erazmo Tićac szülőháza emléktáblával van megjelölve.

## Híres emberek
Itt született 1904. május 20-án Erazmo Tićac az első atom meghajtású kereskedelmi hajó a „Savannah” fő tervezője.